# Municipio de Harlan (condado de Smith)
El municipio de Harlan (en inglés: Harlan Township) es un municipio ubicado en el condado de Smith en el estado estadounidense de Kansas. En el año 2010 tenía una población de 83 habitantes y una densidad poblacional de 0,89 personas por km².

## Geografía
El municipio de Harlan se encuentra ubicado en las coordenadas 39°36′27″N 98°47′22″O / 39.60750, -98.78944. Según la Oficina del Censo de los Estados Unidos, el municipio tiene una superficie total de 93.04 km², de la cual 92,99 km² corresponden a tierra firme y (0,05 %) 0,05 km² es agua.

## Demografía
Según el censo de 2010, había 83 personas residiendo en el municipio de Harlan. La densidad de población era de 0,89 hab./km². De los 83 habitantes, el municipio de Harlan estaba compuesto por el 97,59 % blancos, el 2,41 % eran afroamericanos. Del total de la población el 0 % eran hispanos o latinos de cualquier raza.